# Kharkiv International 2011
Die Kharkiv International 2011 im Badminton fanden vom 8. bis zum 11. September 2011 im ukrainischen Charkiw in der Sport Hall Lokomotiv, Kotlova Street 90, statt. Der Referee war Jozef Kuprivec aus Slowenien. Das Preisgeld betrug 15.000 US-Dollar und das Turnier wurde damit in das Level 4A des BWF-Wertungssystems eingeordnet.

## Sieger und Platzierte
| Disziplin    | Gold                         | Silber                          | Bronze                                   |
| ------------ | ---------------------------- | ------------------------------- | ---------------------------------------- |
| Herreneinzel | Brice Leverdez               | Dmytro Zavadsky                 | Viktor Axelsen                           |
| Herreneinzel | Brice Leverdez               | Dmytro Zavadsky                 | Christian Lind Thomsen                   |
| Dameneinzel  | Olga Konon                   | Susan Egelstaff                 | Elizabeth Cann                           |
| Dameneinzel  | Olga Konon                   | Susan Egelstaff                 | Larisa Griga                             |
| Herrendoppel | Vladimir Ivanov Ivan Sozonov | Adam Cwalina Michał Łogosz      | Danny Bawa Chrisnanta Chayut Triyachart  |
| Herrendoppel | Vladimir Ivanov Ivan Sozonov | Adam Cwalina Michał Łogosz      | Jürgen Koch Peter Zauner                 |
| Damendoppel  | Shinta Mulia Sari Yao Lei    | Sandra Marinello Birgit Michels | Anna Kobceva Elena Prus                  |
| Damendoppel  | Shinta Mulia Sari Yao Lei    | Sandra Marinello Birgit Michels | Line Damkjær Kruse Marie Røpke           |
| Mixed        | Michael Fuchs Birgit Michels | Chayut Triyachart Yao Lei       | Danny Bawa Chrisnanta Vanessa Neo Yu Yan |
| Mixed        | Michael Fuchs Birgit Michels | Chayut Triyachart Yao Lei       | Nikolaj Nikolaenko Anna Kobceva          |

## Finalergebnisse
| Disziplin    | Sieger                       | Finalist                        | Ergebnis          |
| ------------ | ---------------------------- | ------------------------------- | ----------------- |
| Herreneinzel | Brice Leverdez               | Dmytro Zavadsky                 | 9:21 21:14 21:14  |
| Dameneinzel  | Olga Konon                   | Susan Egelstaff                 | 21:9 21:10        |
| Herrendoppel | Vladimir Ivanov Ivan Sozonov | Adam Cwalina Michał Łogosz      | 19:21 21:19 21:16 |
| Damendoppel  | Shinta Mulia Sari Yao Lei    | Sandra Marinello Birgit Michels | 21:17 18:21 21:15 |
| Mixed        | Michael Fuchs Birgit Michels | Chayut Triyachart Yao Lei       | 21:18 21:14       |